# Evans Head
Evans Head est une ville australienne située dans la zone d'administration locale de la vallée du Richmond, en Nouvelle-Galles du Sud.

## Géographie
La ville est située dans la région des Rivières du nord, sur la côte de l'océan Pacifique à l'extrémité nord-est de la Nouvelle-Galles du Sud, entre le parc national Bundjalung au nord et le parc national Broadwater au sud, à 720 km au nord de Sydney. La Pacific Highway se trouve à 12 km à l'est de la ville.
Ses principales activités économiques sont le tourisme, la pêche et la culture de la canne à sucre.

## Histoire
La région était habitée à l'origine par le peuple aborigène des Bundjalung.
Le village est créé au XIXe siècle et doit son nom au lieutenant Evans, qui a effectué la première reconnaissance des côtes de la zone.

## Démographie
| 2001  | 2011  | 2016  | 2021  |
| ----- | ----- | ----- | ----- |
| 2 608 | 2 722 | 2 843 | 2 894 |